# Puya nigrescens
Puya nigrescens är en gräsväxtart som beskrevs av Lyman Bradford Smith. Puya nigrescens ingår i släktet Puya och familjen Bromeliaceae. Inga underarter finns listade i Catalogue of Life.